# Uuden Musiikin Kilpailu
Az Uuden Musiikin Kilpailu (magyarul: Új Zenei Verseny, rövidítve: UMK) egy 2012 óta évente megrendezett zenei fesztivál Finnországban. A verseny szervezője az Ylesradio. Az Uuden Musiikin Kilpailu győztese képviselheti Finnországot az Eurovíziós Dalfesztiválon.

## Története
2011-ben az Yle bejelentette, hogy 2012-ben egy teljesen új eurovíziós nemzeti válogatót hoznak létre Finnország részére, amely leváltotta az 1961 óta megrendezett előző műsort. Az első UMK négy válogatóból és egy döntőből állt. A válogatókon a zsűri minden alkalommal két előadót nem juttatott tovább a következő fordulóba, így a döntőbe végül hat versenyző kvalifikálta magát. Az első győztes Pernilla Karlsson és dala, a När jag blundar volt, amely az ország eurovíziós történetében a második svéd nyelvű dal volt. Érdekesség, hogy azóta nem hangzott el egy svéd nyelvű dal sem az Eurovíziós Dalfesztiválon, mivel az 1999-ben eltörölt nyelvhasználatot korlátozó szabály után Svédország szinte minden alkalommal angol nyelvű dalt nevezett a versenyre. 2014-ben két válogatót rendeztek hat-hat dallal, amelyek közül adásonként kettő a döntőbe, három pedig az elődöntőbe jutott tovább. Az elődöntőből négyen jutottak tovább, így a döntőt nyolc dal képezte. A következő években apróbb változásokkal ugyanezt a formátumot használták. 2017-ben leredukálták a válogatót egy döntőre, ahol tíz dal közül választottak. Érdekesség, hogy ez volt az első alkalom, hogy nemzetközi zsűriként több országot is bevontak a szavazásba. 2018-ban az előadót nem a dallal együtt, a műsor keretében választották ki. 2017. november 7-én jelentette be a műsorsugárzó, hogy Saara Aalto fogja képviselni Finnországot. Számára egy dalválasztó műsort rendeztek meg, ahol három dal közül választott a nemzetközi zsűri és a nézők, hogy melyiket énekelje az énekesnő a dalfesztiválon. Miután Finnország három év után ismét továbbjutott az Eurovíziós Dalfesztivál döntőjébe, 2019-ben ugyanezzel a formátummal folytatták az UMK-t. Ekkor Darude került kiválasztásra, azonban győztes dala az Eurovízión nem juttatta tovább az országot a döntőbe.

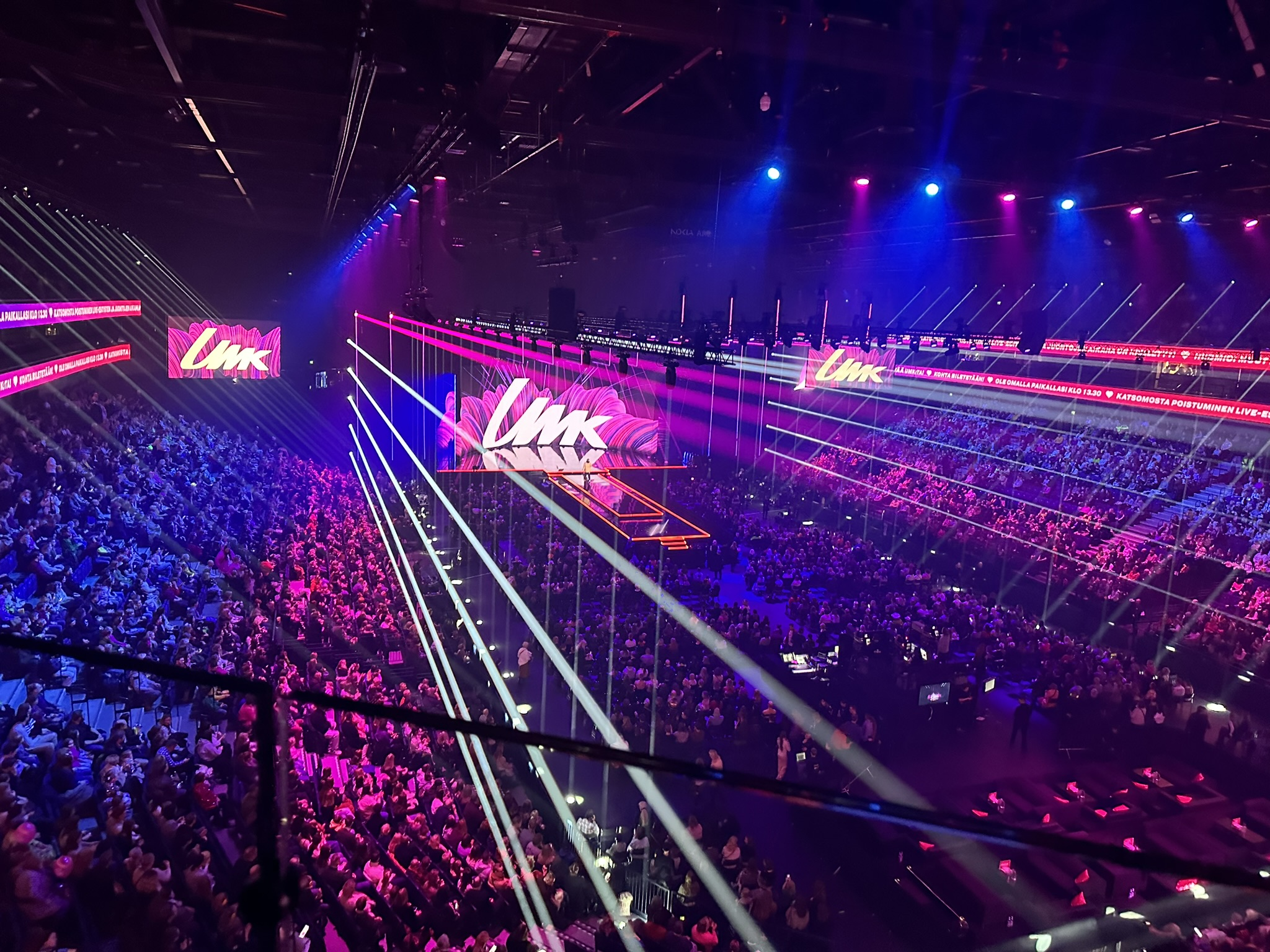
A 2024-es UMK színpada a Nokia Arénában

Az UMK 2020-as évadában nagy változások történtek. Ezúttal nem a műsorsugárzó jelölt ki egy adott előadót, hanem különböző előadók jelentkezését várták. Az évad friss grafikai arculattal, korszerű stábinggel és látványos színpadi megoldásokkal jelent meg, hogy jobban tükrözze a modern zenei produkciók dinamikáját. A beérkezett pályázatokból hatan jutottak tovább a műsor döntőjébe. További változások voltak, hogy a dalokat és a hozzá készült videóklippeket egyesével mutatták be és a szavazásnál a nézők szavazatait százalékarányosan bontották le pontokba. A nemzeti döntőt Aksel nyerte, azonban 2020-as Eurovíziós Dalfesztivált a Covid19-pandémia miatt nem tartották meg. 2021-ben az Yle úgy döntött, hogy több országgal ellentétben nem adnak új esélyt előző nyertesüknek, hogy az elmaradt dalfesztivál miatt az előző évad győztese újra tudja képviselni hazáját, hanem folytatták az UMK-t. Érdekesség, hogy Aksel végül jelentkezett a nemzeti döntőbe, azonban a hét fős döntő mezőnyében ötödik helyen végzett, így nem jutott ki a dalfesztiválra. A finnek a Blind Channel-t választották indulójuknak. 2023-ban Käärijä nyerte meg az UMK-t, aki Cha Cha Cha című dalával hatalmas sikert ért el a liverpooli Eurovízión. A dalfesztivál döntőjében második helyezett lett, ezzel megszerezve Finnország valaha volt második legjobb eurovíziós helyezését. Käärijänak köszönhetően ebben az időben az Eurovíziós Dalfesztivál és az Uuden Musiikin Kilpailu hatalmas érdeklődést váltott ki a finnekből, ezért a 2024-es nemzeti döntőt a 15 000 férőhelyes Nokia Arénában rendezték meg.

## Győztesek
| Év   | Előadó                    | Dal               | Szerző(k)                                                                       | Döntő                   | Pontszám                | Elődöntő           | Pontszám           |
| ---- | ------------------------- | ----------------- | ------------------------------------------------------------------------------- | ----------------------- | ----------------------- | ------------------ | ------------------ |
| 2012 | Pernilla Karlsson         | När jag blundar   | Jonas Karlsson                                                                  | Nem jutott be a döntőbe | Nem jutott be a döntőbe | 12.                | 41                 |
| 2013 | Krista Siegfrids          | Marry Me          | Erik Nyholm Jessica Lundström Krista Siegfrids Kristoffer Karlsson              | 24.                     | 13                      | 9.                 | 64                 |
| 2014 | Softengine                | Something Better  | Henri Oskár Topi Latukka                                                        | 11.                     | 72                      | 3.                 | 97                 |
| 2015 | Pertti Kurikan Nimipäivät | Aina mun pitää    | Pertti Kurikan Nimipäivät                                                       | Nem jutott be a döntőbe | Nem jutott be a döntőbe | 16.                | 13                 |
| 2016 | Sandhja                   | Sing It Away      | Heikki Korhonen Markus Savijoki Milos Rosas Petri Matara Sandhja Kuivalainen    | Nem jutott be a döntőbe | Nem jutott be a döntőbe | 15.                | 51                 |
| 2017 | Norma John                | Blackbird         | Lasse Piirainen Leena Tirronen                                                  | Nem jutott be a döntőbe | Nem jutott be a döntőbe | 12.                | 92.                |
| 2018 | Saara Aalto               | Monsters          | Joy Deb Ki Fitzgerald Linnea Deb Saara Aalto                                    | 25.                     | 46                      | 10.                | 108                |
| 2019 | Darude[a]                 | Look Away         | Sebastian Rejman Ville Virtanen                                                 | Nem jutott be a döntőbe | Nem jutott be a döntőbe | 17.                | 23                 |
| 2020 | Aksel                     | Looking Back      | Connor McDonough Joonas Angeria Riley McDonough Toby McDonough Whitney Phillips | Elmaradt a verseny      | Elmaradt a verseny      | Elmaradt a verseny | Elmaradt a verseny |
| 2021 | Blind Channel             | Dark Side         | Blind Channel                                                                   | 6.                      | 301                     | 5.                 | 234                |
| 2022 | The Rasmus                | Jezebel           | Desmond Child Lauri Ylönen                                                      | 21.                     | 38                      | 7.                 | 162                |
| 2023 | Käärijä                   | Cha Cha Cha       | Aleksi Nurmi Jere Pöyhönen Johannes Naukkarinen                                 | 2.                      | 526                     | 1.                 | 177                |
| 2024 | Windows95man[b]           | No Rules!         | Henri Piispanen Jussi Roine Teemu Keisteri                                      | 19.                     | 38                      | 7.                 | 59                 |
| 2025 | Erika Vikman              | Ich komme         | Christel Roosberg Jori Roosberg                                                 | 11.                     | 196                     | 3.                 | 115                |
| 2026 | 2026. február 28.         | 2026. február 28. |                                                                                 |                         |                         |                    |                    |

1.↑ a: A produkcióban énekesként részt vett Sebastian Rejman is.
2.↑ a: A produkcióban énekesként részt vett Henri Piispanen is.

## Lásd még
- Uuden Musiikin Kilpailu (2017)
- Uuden Musiikin Kilpailu (2018)
- Uuden Musiikin Kilpailu (2019)
- Uuden Musiikin Kilpailu (2020)
- Uuden Musiikin Kilpailu (2021)
- Eurovíziós Dalfesztivál
- Finnország az Eurovíziós Dalfesztiválokon